# Dig (Software)
dig ist ein Befehl in verschiedenen Betriebssystemen, mit dem die Server des weltweiten Domain Name Systems (DNS) abgefragt werden können.
Der Name ist die Abkürzung von „domain information groper“ (wörtlich aus dem Englischen übersetzt: „Abtaster für Domain-Informationen“, aber auch ein Wortspiel mit to dig, „ausgraben“).
dig wird als modernere Alternative zu nslookup angesehen. Es verzichtet auf den interaktiven Betriebsmodus von nslookup, bietet aber, insbesondere als Bestandteil der quelloffenen BIND v9.x-Distribution des ISC (BIND-tools), umfassendere Abfragemöglichkeiten für praktisch alle in Frage kommenden DNS-Informationen. Damit ist es ein mächtiges Werkzeug für Test und Fehlersuche an DNS-Installationen, kann aber auch flexibel als Kommandozeilen-Tool und in Shell-Scripts verwendet werden. Ein besonderer Vorzug von (ISC-BIND-)dig ist dabei die weitestgehend identische Syntax seiner Befehlszeilenparameter beim Einsatz unter allen unterstützten Betriebssystemen.

## Beispiel
Das folgende Beispiel zeigt einen Aufruf von dig für die Domain „de.wikipedia.org“. Die Ausgabe informiert unter anderem darüber, dass die abgefragte Domäne ein anderer Name für „rr.wikimedia.org“ ist, was wiederum für „rr.knams.wikimedia.org“ steht und die IP-Adresse „145.97.39.155“ hat. Es ist außerdem zu erkennen, dass die Abfrage über den Nameserver „212.185.252.73“ lief.
```
 
$ dig de.wikipedia.org

 
; <<>> DiG 9.3.2 <<>> de.wikipedia.org

 
;; global options:  printcmd

 
;; Got answer:

 
;; ->>HEADER<<- opcode: QUERY, status: NOERROR, id: 56546

 
;; flags: qr rd ra; QUERY: 1, ANSWER: 3, AUTHORITY: 0, ADDITIONAL: 0

 
;; QUESTION SECTION:

 
;de.wikipedia.org.              IN      A

 
;; ANSWER SECTION:

 
de.wikipedia.org.       1288    IN      CNAME   rr.wikimedia.org.

 
rr.wikimedia.org.       593     IN      CNAME   rr.knams.wikimedia.org.

 
rr.knams.wikimedia.org. 3593    IN      A       145.97.39.155

 
;; Query time: 55 msec

 
;; SERVER: 212.185.252.73#53(212.185.252.73)

 
;; WHEN: Wed Mar 14 17:09:47 2007

 
;; MSG SIZE  rcvd: 100

```